# Lee Croft
Pour les articles homonymes, voir Croft.
Lee Robert Croft, né le 21 juin 1985 à Billinge Higher End, dans le Grand Manchester, est un footballeur anglais, qui évolue depuis 2009 au poste de milieu de terrain dans le club de l'Oldham Athletic.

## Biographie
Formé dès l'âge de 12 ans au centre de formation de Manchester City, Lee Croft est à ce jour le joueur anglais qui totalise le plus de sélections cumulées en équipe d'Angleterre dans toutes les catégories de jeunes jusqu'aux moins de 20 ans. En 2003, il atteint avec Manchester City les demi-finales de la FA Youth Cup.
Spécialiste du côté droit du terrain où il est réputé pour ses qualités d'ailier, il s'engage pour trois saisons avec Norwich City durant l'été 2009 pour une indemnité de transfert de 600 000 £ assortie de bonus et, malgré une blessure qui le frappe au début de sa première saison, il participe à 131 rencontres durant les trois saisons qu'il jouent pour les Canaries.
Le 25 juin 2009, il signe un contrat de trois ans à Derby County après avoir résilié à l'amiable son contrat avec Norwich, tout juste relégué. Il joue son premier match le 8 août 2009 lors de la rencontre Derby-Peterborough United (victoire 2-1) où sa « classe » est reconnue. Mais, relativement peu utilisé au cours de la rencontre (19 matchs, dont 14 fois comme titulaire), il est prêté l'été suivant à la formation de League One, Huddersfield Town, pour une durée de six mois.
À son retour à Derby, son entraîneur lui confie son souhait de le voir quitter le club, quitte à le prêter à une autre formation lors de la saison 2011-2012, lui reprochant d'avoir perdu le niveau qui était le sien au temps de ses années à Norwich.
En janvier 2012, il est prêté au club écossais de Saint Johnstone jusqu'à la fin de la saison.